# Целлер, Филипп Кристоф
Филипп Кристоф Целлер (Philipp Christoph Zeller, 1808—1883) — немецкий энтомолог.

## Биография
В 1827—1830 гг. изучал филологию в Берлине, затем поступил преподавателем гимназии во Франкфурте-на-Одере и в 1860 году назначен старшим преподавателем Высшего реального училища в Мезериц. Выйдя в 1869 году в отставку, поселился в Штеттине. Целлер уже с ранних лет увлекался изучением насекомых и в особенности Microlepidoptera, одним из лучших знатоков которых он стал впоследствии. Он первый дал классификацию этих бабочек, основанную на естественных признаках, в своей классической работе «Versuch einer naturgemässen Eintheilung der Schaben. Tinea» («Isis», 1839). Работы Целлера касаются как систематики, так и фаунистики. Всего известнее его монографии, посвященные отдельным семействам Microlepidoptera.

## Труды
- Kritische Bestimmung der in Reaumurs Memoiren vorkommenden Lepidopteren (Isis, 1838)
- Versuch einer naturgemäßen Eintheilung der Schaben, Tinea (Isis, 1839)
- Kritische Bestimmung der in de Geers Memoiren enthaltenen Schmetterlinge (Isis, 1839)
- Monographie des Genus Hyponomeuta (Isis, 1844)
- Anmerkungen zu Lienigs Lepidopterologischer Fauna von Livland und Curland (Isis,1846)
- Die Arten der Blattminiergattung Lithocolletis beschrieben (Linnaea, 1846)
- Bemerkungen über die auf einer Reise nach Italien und Sicilien gesammelten Schmetterlingsarten (Isis, 1847)
- Exotische Phyciden (Isis, 1848)
- Beitrag zur Kenntnis der Coleophoren (Isis, 1849)
- Revision der Pterophoriden (Isis, 1852)
- Lepidoptera microptera quae J. A. Wahlberg in caffrorum terra legit (Stockholm, 1852)
- Die Arten der Gattung Butalis beschrieben (Linnaea, 1855)
- Zusammen mit Henry Tibbats Stainton, Heinrich Frey und John William Douglas The Natural History of the Tineina, 13 Bände, 1855
- Beiträge zur Kenntnis der nordamerikanischen Nachtfalter (3 Teile, Verh. zool. bot. Gesellsch. Wien, 1872—1873)
- Beiträge zur Lepidopterenfauna der Ober-Albula in Graubünden (Verh. zool. bot. Gesellsch. Wien., 1877)
- Exotische Lepidopteren (Horae soc. ent. Rossica, 1877)

Целлер участвовал в издании классической монографии Стэнтона: «The Natural History of the Tineina» (13 том., Лондон, 1855—1873; издана на четырех языках).